# Diabolique
Diabolique byla švédská doom/gothic metalová kapela založená roku 1995 ve městě Göteborg po rozpadu skupiny Liers in Wait, kdy kytaristé Kristian Wåhlin (ex-Grotesque, ex-Liers in Wait) a Johan Österberg (ex-Decollation) začali s tvorbou skladeb pro novou kapelu. Diabolique tvořili hudebníci z kapel göteborské scény melodického death metalu. Název vychází z francouzského filmu Les Diaboliques z roku 1955 (v češtině pod názvem Ďábelské ženy).

## Diskografie

### Studiová alba
- Wedding the Grotesque (1997)
- The Black Flower (1999)
- The Green Goddess (2001)

### EP
- The Diabolique (1996)
- Butterflies (2000)

### Kompilace
- The Black Sun Collection (2005)